# Multi-Man Publishing

Logo von MultiManPublishing

Multi-Man Publishing (MMP) ist ein US-amerikanischer Hersteller von Gesellschaftsspielen. Er ist spezialisiert auf Konfliktsimulationsspiele. 
Gegründet wurde die Firma im Jahre 1999 von dem amerikanischen Baseballspieler Curt Schilling, um den Weiterverlag des Spiels Advanced Squad Leader (ASL) sicherzustellen. 1998 hatte Monarch Avalon Printing die Rechte am gesamten Spieleprogramm seiner Tochterfirma Avalon Hill an die Firma Hasbro verkauft, die aber nur einen Teil der Spiele selbst weiterverlegte. 
Für das Spielsystem ASL wurden weitere Module, Starter- und Action-Kits herausgegeben. Parallel erscheinen auch neue Spiele. Weiterhin wird das Magazin Operations verlegt, welches Artikel und Erweiterungen zu den Spielen des Verlages enthält. Im September 2001 wurde der von Dean Essig gegründete Verlag The Gamers übernommen; einige Spiele wurden danach auch unter dem Label The Gamers veröffentlicht.

## Auszeichnungen
- International Gamers Award
  - 2002: Grant Takes Command von Ed Beach: nominiert
  - 2004: Korea: The Forgotten War von Rod Miller: nominiert
  - 2004: Monty's Gamble: Market Garden von Michael Rinella: nominiert
  - 2005: Advanced Squad Leader: Starter Kit #1 von Ken Dunn: nominiert
  - 2006: Fire in the Sky von Tetsuya Nakamura: nominiert
  - 2006: The Mighty Endeavor von Steve Newhouse und Tim Armstrong: nominiert
  - 2007: A Victory Lost von Tetsuya Nakamura: Preisträger Historische Simulationen
  - 2007: Afrika: 2nd Edition von Dean Essig: nominiert
  - 2007: Shifting Sands von Michael Rinella: nominiert
  - 2008: Advanced Squad Leader: Starter Kit #3 von Ken Dunn: nominiert
  - 2008: Talavera & Vimeiro von Andres Fager, Elias Nordling und Jerry Mawne: nominiert
  - 2008: Case Blue von Dean Essig: nominiert
- Charles S. Roberts Award
  - 2004: Advanced Squad Leader: Starter Kit #1 von Ken Dunn: Best World War II Boardgame
  - 2005: Fire in the Sky von Tetsuya Nakamura: Best Wargame Graphics
  - 2006: A Victory Lost von Tetsuya Nakamura: Best World War II Boardgame; Best Wargame Graphics